# Šmrekovac
Šmrekovac je naseljeno mjesto u općini Velika Kladuša, Federacija Bosne i Hercegovine, BiH.
Nalazi se oko 4 kilometra jugozapadno od Velike Kladuše, na samoj granici s Hrvatskom.

## Stanovništvo

### 1991.
Nacionalni sastav stanovništva 1991. godine, bio je sljedeći:
ukupno: 470
- Hrvati - 266
- Muslimani - 166
- Jugoslaveni - 28
- Srbi - 10

Šmrekovac je, na popisu iz 1991., bilo jedino naseljeno mjesto s hrvatskom većinom u općini Velika Kladuša.

### 2013.
Nacionalni sastav stanovništva 2013. godine, bio je sljedeći:
ukupno: 288
- Bošnjaci - 140
- Hrvati - 115
- Srbi - 1
- ostali, neopredijeljeni i nepoznato - 32

## Religija
Vjernici iz Šmrekovca su 2013. podignuli kapelicu s Gospinim kipom tzv. „krajputaš“ te križ za javno štovanje. Kapelicu i križ blagoslovio je 20. listopada banjolučki biskup Komarica.

## Vanjske poveznice
- Satelitska snimka  Arhivirana inačica izvorne stranice od 13. ožujka 2021. (Wayback Machine)